# أغنيس هورنياك
أغنيس هورنياك (بالمجرية: Hornyák Ágnes) مواليد 2 سبتمبر 1982 في المجر، هي لاعبة كرة يد مجرية. مثلت منتخب المجر لكرة اليد للسيدات. شاركت في دورة الألعاب الأولمبية الصيفية سنة 2008. حققت المركز الثالث في بطولة العالم لكرة اليد للسيدات 2005.

## سجل المنافسة
شاركت في البطولات التالية:
- بطولة العالم لكرة اليد للسيدات 2005
- بطولة العالم لكرة اليد للسيدات 2007
- بطولة أوروبا لكرة اليد للسيدات 2006
- بطولة أوروبا لكرة اليد للسيدات 2008

## الميداليات
| الميدالية | المسابقة                            |
| --------- | ----------------------------------- |
| برونزية   | بطولة العالم لكرة اليد للسيدات 2005 |

## روابط خارجية
- أغنيس هورنياك على موقع الاتحاد الأوروبي لكرة اليد (الإنجليزية)
- أغنيس هورنياك على موقع اللجنة الأولمبية الدولية (الإنجليزية)
- أغنيس هورنياك على موقع أوليمبيديا (الإنجليزية)